# Nicole Haislett
Nicole Lea Haislett (St. Petersburg, Florida, 16. prosinca 1972.) je američka plivačica.

Trostruka je olimpijska pobjednica i trostruka svjetska prvakinja u plivanju.